# キンダーガーデン・ミュージカル
キンダーガーデン・ミュージカル（Kindergarten: The Musical）は、2024年9月3日からディズニージュニアで放送されているアメリカ合衆国のテレビアニメ。日本では2024年12月1日からディズニージュニアで放送されている。

## キャラクター
バーティ
声 - Andrea Rosa Guzman、日本語版 - 桜谷理子
ラディッシュ
声 - Zander Chin、日本語版 - 藤原由林
ローズ
声 - Leah Newman、日本語版 - 上條沙恵子
テイジ
声 - Shyam Balasubramanian、日本語版- 塚田悠衣
アビゲイル
声 - Tandi Fomukong、日本語版 - 天音ゆかり
キャットとエリー
声 - Alice Halsey、日本語版 - 前迫愛朱佳
ケンジ
声 - Kailen Jude、日本語版 - 佐藤榛夏
ジャミール
声 - voiced by Randy Perrine、日本語版 - 久保田伶奈
モレノ先生
声 - Gina Torres、日本語版 - 新井笙子
Mr. Benavente
声 - Aloe Blacc、日本語版 - 未定
パピ
声 - Ana Isabelle、日本語版 - 飯島肇
Mr. Ritzal
声 - Vincent Rodriguez III、日本語版 - 未定
Hedgehog Holmes
声 -  Leona Lewis、日本語版 - 未定

カーリー
日本語版 - 峯田茉優

## 主題歌
KinderGarden THeme Song
歌 - 水野貴以
このオープニングでは、バーティたちも歌うことになっている。
この他、挿入歌などに壹岐紹未、泉佳奈、吉谷晃なども参加している。

## スタッフ
- 翻訳 - いずみつかさ
- 演出 - 平野智子[17]
- 音楽演出 - 亀川浩未、新倉歩[16]
- ミックス・サウンドエディット - 梅村広明、伊藤隆文[16]
- 日本語版制作 - スタジオ・エコー

## エピソード
| No. | No. | サブタイトル                                       | 原題                                                         | 放送日         |
| --- | --- | -------------------------------------------------- | ------------------------------------------------------------ | -------------- |
| 1   | 1   | はじめての ようちえんシールさがしに でかけよう！   | There's No Place Like KindergartenWe're Off to Get a Sticker | 2024年 12月1日 |
| 2   | 2   | １まいの じがぞうおちつコーナー                    | One Singular Self-PortraitDon't Cry for Me Kindergarten      | 2024年 12月1日 |
| 3   | 3   | クラスの おしごときえたアルバート                  | Little Job of HorrorsBye Bye Albie                           | 2024年 12月1日 |
| 4   | 4   | ピカピカのクツたいせつな ことりのマフラー          | ShoelooseIf I Only Had a Scarf                               | 2024年 12月1日 |
| 5   | 5   | ピョンピョンウサギはいけいほど ステキなものはない  | Bunny GirlGive My Regards to Backdrops                       | 12月22日       |
| 6   | 6   | ふたごの ともだちジャミールはみんなのために        | Twin the HeightsEverything's Coming Up Jamil                 | ?              |
| 7   | 7   | ?                                                  | The Witch and IBerti and the Beast                           | ?              |
| 8   | 8   | トランペットのコンサートかぞくのごちそうフェア     | Phantom of the TrumpetFood Glorious Food Fair                | ?              |
| 9   | 9   | きえたマフィンカンペキなたんじょうびパーティー     | All or MuffinBring in 'da Cake, Bring in 'da Fun             | ?              |
| 10  | 10  | ちいさなタネからにじいろのブレスレット             | Don't Grow for MeYou Can't Stop the Beads                    | ?              |
| 11  | 11  | とおいまち サント・ドミンゴあこがれの2ねんせい     | Meet Me in Santo DomingoSome Enchanted Second Grader         | ?              |
| 12  | 12  | ようちえんのおたんじょうびきょうりゅうガオガオガオ | Do You Hear the Students Sing?Hello, Dino Dolly!             | ?              |
| 13  | 14  | セイウチのまほう モルモットのおまつり              | A Winter's WalrusOne Holiday More                            | ?              |
| ?   | 13  | ?                                                  | Don't Grow for MeYou Can't Stop the Beads                    | ?              |
| ?   | 15  | ?                                                  | A Star is DrawnMy Tooth Fairy Lady                           | ?              |
| ?   | 16  | ?                                                  | Berti and the Amazing Candy-Coated CottageBeet Juice         | ?              |

## 制作
2022年4月29日、ディズニージュニア・ファンフェストのイベントで、本作がディズニージュニアで制作すると発表。ミシェル・ルイス、チャールトン・ペタスを中心に、トム・ワーバートン、ケイ・ハンリー、ダン・ペティとともにエグゼクティブプロデューサーを務め、ローリー・イスラエルが共同プロデューサー兼ストーリーエディターを担当。本作は、オッドボット・エンターテインメントがディズニージュニアと提携して制作。ワーバートン、ガイ・ムーアが3Dシーンの監督、マロリー・コロナドが2Dシーンの監督をそれぞれ務める。エヴァ・ノブレザダがメインタイトルを担当。メインキャストは2024年8月5日に発表され、初回放送日も2024年9月3日に決まった。

## ストリーミング配信
アメリカ合衆国ではDisney+で配信されている。対応されている音声・字幕はオリジナルのみ。日本での配信は未定。